# San-Pédro

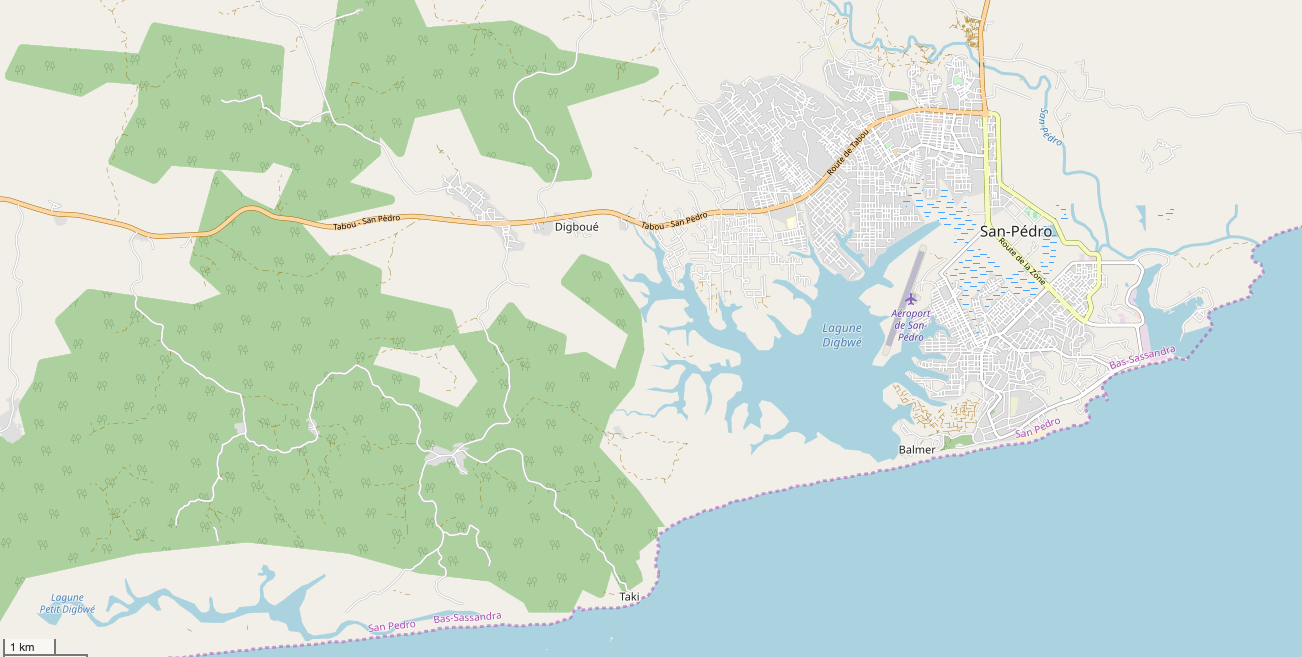
Kaart van de stad en haar omgeving

San-Pédro is een stad en tevens een departement en regio in Ivoorkust en is de hoofdplaats van het district Bas-Sassandra. San-Pédro telt 422.200 inwoners (2010).
In 1972 werd de diepzeehaven van San-Pedro, toen nog maar een stad met 20.000 inwoners, voltooid. Het is de tweede haven van Ivoorkust, na die van Abidjan, en de belangrijkste haven voor de export van cacaobonen.
San-Pédro heeft ook een luchthaven.
De bevolking bestaat voornamelijk uit Krou (Kroumen, Bété, Néyo en Bakwé).

## Bestuurlijk
De regio San-Pédro telde in 2014 826.666 inwoners op een oppervlakte van 12.290 km². De regio in onderverdeeld in twee departementen: San-Pédro en Tabou.
Het departement San-Pédro telde in 2014 631.156 inwoners op een oppervlakte van 7.110 km².4

## Religie
San-Pédro is sinds 1989 de zetel van een rooms-katholiek bisdom.

## Geboren
- Jean-Philippe Gbamin (25 mei 1995), Frans-Ivoriaans voetballer